# Aechmea vanhoutteana
Aechmea vanhoutteana là một loài thực vật có hoa trong họ Bromeliaceae. Loài này được (Van Houtte) Mez mô tả khoa học đầu tiên năm 1892.